# Lipskya insignis
Lipskya insignis är en växtart i släktet Lipskya och familjen flockblommiga växter. Den beskrevs av Vladimir Ippolitovitj Lipskij som Schrenkia insignis, och fick sitt nu gällande namn av Sergej Arsenjevitj Nevskij 1937.
Arten förekommer i Centralasien.